# Simyra albicilia
Simyra albicilia là một loài bướm đêm trong họ Noctuidae.